# Blount County, Alabama
Blount County är ett county i den amerikanska delstaten Alabama. 2012 uppskattades countyt ha 57 826 invånare. Den administrativa huvudorten (county seat) är Oneonta.

## Geografi
2013 hade countyt en total area på 1 685,12 km². 1 670,04 km² av arean var land och 15,08 km² var vatten.

### Angränsande countyn
- Marshall County, Alabama - nordöst
- Etowah County, Alabama - öst
- St. Clair County, Alabama - sydöst
- Walker County, Alabama - sydväst
- Jefferson County, Alabama - syd
- Cullman County, Alabama - väst och nordväst

### Orter
- Altoona (delvis i Etowah County)
- Blountsville
- Cleveland
- Oneonta (huvudort)
- Trafford (delvis i Jefferson County)